# Selenographie

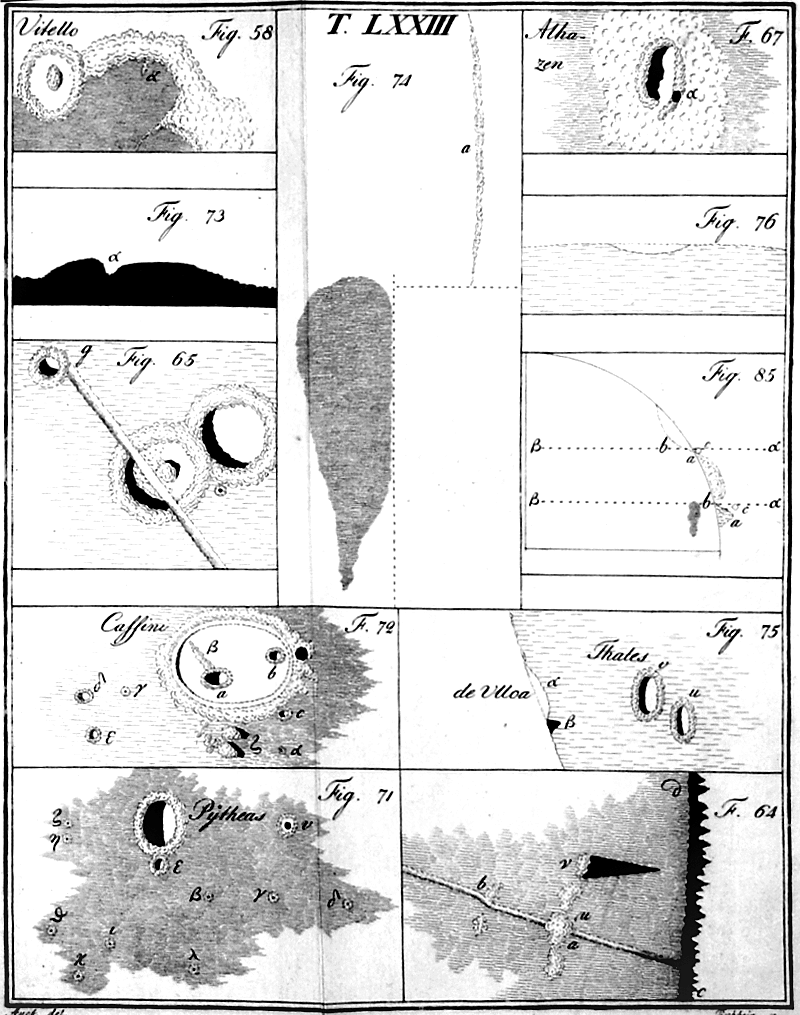
Selenographie als traditionsreiche Wissenschaft: Beispiele aus Johann Hieronymus Schroeters Selenotopographische Fragmente (1791)

Die Selenographie oder Selenografie (von altgriechisch Σελήνη Selēnē und -graphie) – anfänglich (übersetzt) auch Mondkartierung und später Mondkunde genannt – ist das zum Mond gehörige Analogon zur Geographie.
Hingegen wird die Vermessung des Mondes und seines Schwerefeldes – analog zur Geodäsie – als Selenodäsie bezeichnet.
Zudem wurden die ersten Wissenschaftler, welche sich mit der Erkundung (und Erforschung) des Mondes beschäftigten, auch als „Selenograph(en)“ und später, in der Gegenwartssprache, als „Mondforscher“ bezeichnet.

## Breiten- und Längengrade
Die Kartierung von Mondstrukturen erfolgt zumeist im Koordinatensystem selenographischer Breiten und Längen, die analog zur geografischen Breite und Länge auf der Erde definiert sind: Die Koordinatenachse verläuft durch die beiden Rotationspole des Mondes, um die sich der Erdtrabant in 27,3 Tagen dreht und dabei der Erde immer dieselbe Seite zuwendet. Senkrecht zur Drehachse verläuft durch das Mondzentrum die Äquatorebene und parallel zum Mondäquator die selenographischen Breitengrade. Sie sind Kreise, die zu den Polen hin immer kleiner werden. Durch beide Pole verlaufen senkrecht zum Äquator die Meridiane, Großkreise von gleicher selenographischer Länge. Der Nullmeridian orientiert sich dabei an der mittleren Richtung zur Erde. Wir sehen also den Schnittpunkt von Mondäquator und Nullmeridian ungefähr in der Mitte des Mondes im Sinus Medii – bis auf einige Grad Abweichung, die sogenannte Libration.
Nach der astronautischen Orientierung ist auf dem Mond Osten die Richtung, in der für einen Beobachter auf dem Mond (Astronaut) die Sonne aufgeht. Mit zunehmendem Mond wandert die beleuchtete Seite allmählich von rechts (Osten) nach links (Westen) über die Mondscheibe.
Hinweis: Auf alten Karten sind Ost- und Westorientierung gegenüber heutigen Karten vertauscht, da der Mond früher mit umkehrenden Teleskopen beobachtet wurde und man ihn nach der astronomischen Orientierung (West- und Ostrichtung am Himmel) kartierte.
Zum Beispiel liegt der 93 km große Krater Copernicus bei 9° 42′ nördlicher Breite und 20° 06′ westlicher Länge. Für einen Betrachter auf der Nordhalbkugel der Erde befindet er sich also „links oberhalb“ der Mondmitte.
Der Längengrad an der Tag-Nacht-Grenze (Terminator), an dem auf dem Mond gerade die Sonne aufgeht, wird selenographische Colongitude genannt. Man zählt sie als Winkelabstand vom Nullmeridian des Mondes in westlicher Richtung bis 360 Grad – im Unterschied zur sonst üblichen Längenangabe, die vom Nullmeridian je 180 Grad nach Osten und Westen zählt. Die Colongitude ist also Null (bzw. 360°) bei zunehmendem Halbmond, 90° bei Vollmond (Sonnenaufgang am westlichen Mondrand). Dem abnehmenden Halbmond entspricht die Colongitude von 180°, dem Neumond 270°. Eine damit verwandte Zählung ist das Mondalter, die seit Neumond vergangene Zeit in Tagen.

## Höhenangaben
Angaben der absoluten Höhe von Mondbergen sind willkürlich, da ein natürlicher Nullpunkt entsprechend dem Meeresspiegel auf der Erde im Fall des Monds nicht existiert. Höhenangaben sind daher abgeleitet von einem ebenfalls willkürlich festgesetzten Mondradius. Nach unterschiedlichen Festsetzungen in früheren Jahren wird heute das Höhennormal der Clementine-Mission von 1.737,4 km benutzt. Dieses Höhennormal liegt auch den vom Lunar Orbiter Laser Altimeter (LOLA), dem Höhenmessinstrument an Bord des Lunar Reconnaissance Orbiter, gelieferten Daten zugrunde.

## Mondkarten und -atlanten

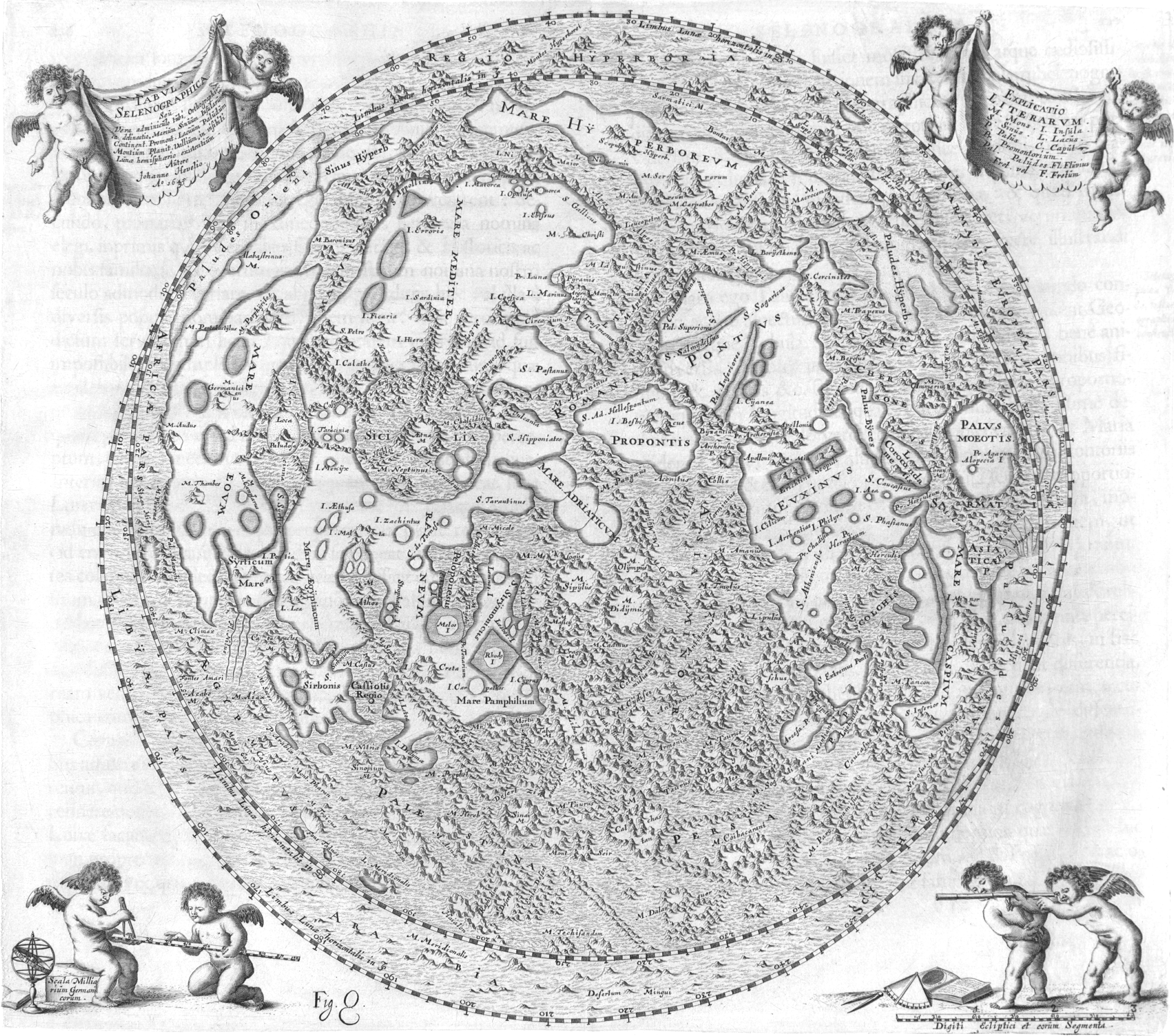
Mondkarte aus der Selenographia sive Lunae Descriptio von Johannes Hevelius

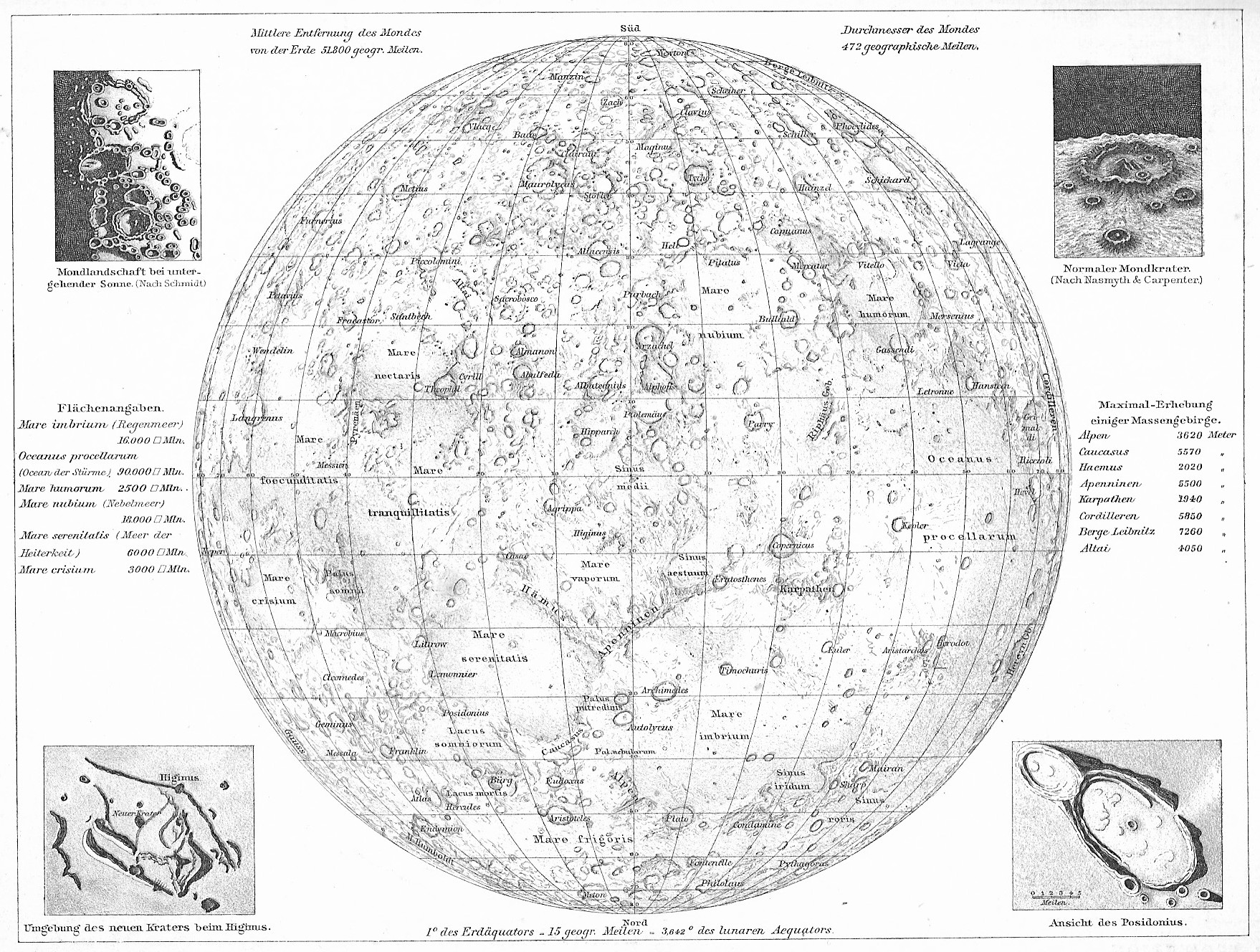
Gezeichnete Mondkarte von 1881 (Andrees Handatlas)

Klassische Mondkarten sind nur bedingt mit Landkarten der Erde zu vergleichen. Sie zeigen den Erdtrabanten aus großer Entfernung in jener Perspektive, wie man ihn von der Erde aus im Fernrohr sieht: als grau-gelb hervortretende Kugel mit dunklen „Meeren“ und hellen Kraterflächen. Die Gebiete am Mondrand erscheinen dabei wegen der streifenden Sichtlinie in radialer Richtung stark verkürzt. Diese Projektion wird auch orthografische Azimutalprojektion genannt. Aufgrund der starken Verzerrungen am Rand sind Landkarten (der Erde) mit dieser Eigenschaft selten, doch bei Mond- und Planetenkarten wünscht der Betrachter meist einen ähnlichen Eindruck wie am Fernrohr.
Ein Mondatlas ist – einem Atlas für die Erde vergleichbar – eine systematisch angelegte kartografische Dokumentation der Oberfläche des Mondes in Buchform. Die Zeichnungen oder Fotos sind meist zu Mondphasen erstellt, zu denen der Terminator in der Nähe ist. Dann heben lange Schatten die Topographie hervor.
Neuere, fotografische Mondkarten sind meist aus mehreren Fotos zusammengefügte „Fotomosaike“. Beleuchtungseffekte werden mit Bildverarbeitung gemildert, und es wird darauf geachtet, dass die Richtung des Schattenwurfes bei allen Reliefstrukturen gleich ist. Durch den Einsatz von Raumsonden ist auch die Kartierung der erdabgewandten Seite des Mondes möglich.

## Geschichte
Die erste Mondskizze, die auf der Benutzung eines Teleskops beruht, stammt von Galilei 1610. Relativ genaue Mondkarten zeichneten dann Francesco Maria Grimaldi und Giovanni Riccioli 1651. Sie enthielten zahlreiche Bezeichnungen von Kratern und anderen Formationen, die von späteren Selenographen großteils übernommen wurden. Geminiano Montanari benützte 1662 erstmals ein Mikrometer zur feinen Einmessung von Mondkratern. Eine recht genaue Mondkarte gab 1680 auch der ältere Giovanni Domenico Cassini heraus. Eine weitere Mondkarte fertigte der italienische Optiker Eustachio Divini (1610–1685) im Rom an.
Detailreiche Karten stammen vor allem von Johannes Hevelius und von Tobias Mayer (1723–1762). Die Karte des Letzteren erschien 1775 mit 20,3 cm Durchmesser und enthielt 24 exakt vermessene und 63 kartometrische Punkte. Später wurde eine aus Mayers detaillierten Zeichnungen verfertigte, 35 cm große Gesamtkarte publiziert. 1784 begann Hieronymus Schroeter den Mond für seine Selenotopografische(n) Fragmente zu kartieren, die 1791 und 1802 in Bremen bzw. Göttingen erschienen.
Die ersten gezeichneten Mondatlanten stammen aus dem 18. Jahrhundert. Wilhelm Beer und Johann Heinrich Mädler gaben 1837 den ersten Mondatlas heraus, der die gesamte sichtbare Mondhälfte umfasste (Mappa Selenographica). 1876 veröffentlichte Edmund Neville Nevill einen Atlas (The Moon, and the Condition and Configurations of Its Surface). 1878 veröffentlichte Johann Friedrich Julius Schmidt die genaueste Mondkarte des 19. Jahrhunderts auf Basis der Arbeiten des Geodäten Wilhelm Lohrmann; sie hatte 1,95 m Durchmesser und zeigte 33.000 Krater (Charte der Gebirge des Mondes).
An einem 3,5 m großen Kartenbild im Maßstab 1:1 Million arbeitete Philipp Fauth von 1884 bis 1940 und publizierte 1936 Teile davon.

### Fotografische Kartierung
Bereits um 1880 begann sich die fotografische Kartierung durchzusetzen und erreichte 1894 ihren ersten Höhepunkt im Werk von Loewy & Puiseux (Pariser Mondatlas). Er umfasste 24 Paare großformatige Aufnahmen – jeweils im Abend- und Morgenlicht, um den Schattenwurf der Krater in beide Richtungen darzustellen. Später publizierte das Mount-Wilson-Observatorium einen noch genaueren Atlas.
Schon für Zwecke der Raumfahrt publizierte 1960 Gerard Kuiper in den USA einen fotografischen Mondatlas, der aus 280 Aufnahmen der Lick-, McDonald- und Yerkes-Sternwarte sowie Mount Wilson und Pic du Midi zusammengestellt war. Während der erste Atlas der Mondrückseite 1961 unter dem Titel Atlas of the other side of the moon erschien, sollte Kuipers Werk zu einer Schichtenkarte im Maßstab 1:1 Million (entsprechend 3,5 m Durchmesser) überarbeitet werden, das heißt mit der Auflösung einiger 100 Meter. Bald darauf begann aber die Kartierung durch die fünf Mondsonden der Serie Lunar Orbiter von 1966 bis 1968, die nun auch die Mondrückseite umfasste. Weitere Mondorbiter der folgenden Jahrzehnte haben die Mondkartografie noch weiter verfeinert, vor allem  die Clementine- und Lunar-Prospector-Missionen der 1990er Jahre. Regional kennt man nun schon Einzelheiten der Mondstrukturen im Meterbereich.
Einige Beispiele neuerer Atlanten sind:
- John E. Westfall: Atlas of the lunar terminator. Cambridge Univ. Press, Cambridge 2001, ISBN 0-521-59002-7
- Siew Meng Chong et al.: Photographic atlas of the moon. Cambridge Univ. Press, Cambridge 2002, ISBN 0-521-81392-1
- Ben Bussey, Paul Spudis: The Clementine atlas of the moon. Cambridge Univ. Press, Cambridge 2003, ISBN 0-521-81528-2
- Antonín Rükl: Atlas of the moon. Sky Publ. Corp., Cambridge 2007, ISBN 1-931559-07-4

### Systematische Selenographie
Das Vorliegen erster guter Grundlagen regte seit dem 19. Jahrhundert zahlreiche Astronomen an, nach Veränderungen auf dem Mond zu forschen. Bis in die 1960er Jahre war noch keineswegs klar, ob auf dem Mond noch aktive Tektonik und Vulkanismus existiert. Einzelne Forscher konnten am Fernrohr solche Veränderungen feststellen, allerdings nur im kleinen Maßstab. Sie werden Lunar Transient Phenomena genannt. Um 1959 wurde vom russischen Astronomen Nikolai Kosyrew über Gaswolken im Krater Alphonsus berichtet, den er nach fotografischen Mustern als mögliches vulkanisches Objekt eingestuft hatte. Weitere lange Beobachtungsreihen erfolgten auch an anderen Mondkratern.
Fotografisch sind solche Analysen kaum erfolgreich, weil die Erscheinungen – an denen freilich manche Astronomen zweifeln – nur kurzfristig zu beobachten sind. Als Grundlage für systematische Studien von Oberflächenstrukturen und ihren Entstehungen sind Atlanten wie jener der Lunar Orbiter allerdings unentbehrlich.